# Amalia Montero
Amalia Montero fue una gran actriz de teatro argentina.

## Carrera
Hija de los actores teatrales del género español Manuel Montero y Matilde Plá, Amalia debutó en un escenario a la edad de los 8 años. Se destacó notablemente en los albores del teatro porteño al integrar varias compañías del género cómico revisteril.  Cumpliendo rol de primera triple cómica integra por muchos años "Compañía Argentina de Grandes Revistas" dirigida por Antonio Botta y Marcos Bronenberg, integrado por Caplán, la vedette y cantante Sofía Bozán y los cómicos Severo Fernández, Carlos Castro (castrito) y Alberto Anchart (padre).
Conoció a su pareja Marcos Caplán en el mítico Teatro Sarmiento y cinco años después se casaron. Luego tuvieron a su hijo Guillermo Manuel.

## Teatro
- 1932: Tiene hijos?... Sabe criarlos?, bajo la Compañía de Pierina Dealessi - Carmiña - Marcos Cáplan - Enrique Serrano. Estrenado en el teatro Smart.
- 1932: Una santa del infierno.
- 1938: Good Bye, ¡Obelisco!.
- 1941: Gran "Dopping" electoral.
- 1941: Los pecados capitales y provinciales.
- 1941: Con la sonrisa en los labios.
- 1942: Lo que sucedió en el río.
- 1942: Todo a media luz.
- 1942: La nafta que el viento no dejó.
- 1942: Gran cabalgata teatral.
- 1942: Los reyes de la farándula.
- 1943: Espionaje en Buenos Aires.
- 1943: Hoy debut en el Maipo.
- 1944: Yo soy Juan Tango, obra teatral de Germán Ziclis. Con Marcos Caplán, Juan Mangiante, Pepita Muñoz,  Pepita Cantero, Pedro Maffia, Luis García Bosch, Felipe Panigazzi, Ricardo Ruffa, Oscar Soldati y Alberto Vila.[3]
- 1946: Hay ensueños que son mulas.
- 1946: Que frío andar sin saco.
- 1947: El año de los fenómenos[4]
- 1948: Aquí ganamos la mayoría, en el Teatro Maipo, junto a Marcos Caplán, Iris Donnath, Zoraida Marrero, Sofía Bozán, Carmen Idal, Carlos Castro, Dringue Farías y Thelma Carló.
- 1948: ¿Qué sucede Buenos Aires?.
- 1949: Otra cosa son rumores[5]
- 1950: Historia Cómica de una Revista Seria (1950), con Thelma Carló, Diana Montes, Luis García Bosch, Carlos Castro, Adolfo Stray, Marcos Caplán, Vicente Rubino, entre otros.
- 1950: Que cosas hay que ver.
- 1950: Las alegres noches del Maipo.
- 1951: El paraíso del hombre.
- 1951: Carrilón de Buenos Aires.
- 1951: Llegó la hora del mambo.
- 1951: La cabalgata de los éxitos.
- 1954: De París llegó el desnudo
- 1954: El folies se hizo porteño.